# Mary Noticias
Mary Noticias fue una serie de historietas publicada entre 1962 y 1971 por Ibero Mundial de Ediciones, con guiones de Roy Mark (pseudónimo de Ricardo Acedo) y Flores Lázaro, ilustrada con dibujos de Carmen Barbarà.

## Contexto y trayectoria editorial
Mary Noticias fue lanzada por Ibero Mundial, dos años después de Lilian, azafata del aire, con la que compartía una visión idealizada de la vida burguesa para consumo de las clases populares, dado que, como explicaba Terenci Moix en 1968: 
Para la muchacha que empaqueta bombillas, el periodismo es un sueño tan lujoso como para la oficinista el de ser actriz de cine. 
La narración de las aventuras de una protagonista fija, por primera vez en España, aunque en el caso de Mary Noticias se tratara más bien de un heroísmo ficticio, ya que sus «casos» eran resueltos todavía por su compañero masculino.
Mary Noticias tuvo, sin embargo, mucho más éxito que su modelo, llegando a ser publicada también en Francia.
En 2010, Ediciones Glénat reeditó las primeras historietas en formato tomo.

## Argumento
Mary Cuper Fernández, más conocida como «Mary Noticias» una reportera televisiva que ayuda al misterioso Bruma a investigar y resolver delitos, mientras se debate entre su atracción por éste y por su novio Maximiliano del Pozo alias «Max», un abogado mucho más comedido.
| Número | Título                              | Precio | Fecha |
| --- | ----------------------------------- | ------ | ----- |
| 1 | «La sombra del pasado»              | 1'50   | 1962  |
| Argumento: Durante la fiesta en la cual celebra el aniversario de su segundo matrimonio, la marquesa de Bilette pide consejo a Max sobre una carta que ha recibido firmada por su primer marido, supuestamente fallecido. Al poco, Bruma sale de su habitación llevándose la carta, un collar y a la propia Mary, a la que obliga a acudir a la cita a la que la carta conminaba a la marquesa, suplantándola. Durante esta cita, un intermediario le arrebata el collar y le pide más dinero en nombre de su primer marido, si no quiere que éste revele que ha sobrevivido. Cuando el intermediario se marcha, Bruma y Mary lo siguen en su vehículo y atrapan al segundo marido de la marquesa, que era el que estaba detrás del chantaje, pues necesitaba el dinero para recuperarse de la ruina. |                                     |        |       |
| 2 | «El doble vestido de las estrellas» | 1'50   | 1962  |
| Argumento: |                                     |        |       |
| 3 | «El museo de los misterios»         | 1'50   | 1962  |
| Argumento: |                                     |        |       |
| 4 | «Intriga en alta mar»               | 1'50   | 1962  |
| Argumento: |                                     |        |       |